# Mohamed El-Sir Abdalla
Mohamed Fadl Al-Moula „Kaunda” El-Sir Abdalla (arab. محمد السر عبدالله; ur. 1949) – sudański piłkarz grający na pozycji obrońcy, olimpijczyk. 
28 sierpnia 1972 jego kadra zagrała pierwsze spotkanie olimpijskie, w którym Sudańczycy przegrali 0–1 z Meksykanami (Abdalla nie wystąpił w tym spotkaniu). Wystąpił jednak w dwu kolejnych spotkaniach: w przegranym 1–2 meczu ze Związkiem Radzieckim, oraz w ostatniej potyczce grupowej z drużyną Birmy, również przegranej (0–2). Sudańczycy odpadli z turnieju po fazie grupowej.
W 1970 roku zdobył złoty medal podczas Pucharu Narodów Afryki rozgrywanego w Sudanie. Abdalla zagrał w trzech meczach kadry na tym turnieju (w spotkaniu grupowym z Kamerunem, w półfinale z Egiptem i finale z Ghaną), nie zdobył żadnej bramki. Zagrał również w trzech meczach grupowych kolejnych mistrzostw kontynentu, jednak Sudan odpadł po fazie grupowej. 
Znalazł się w jedenastce turnieju podczas Pucharu Narodów Afryki 1972 (jako jedyny ze swojej drużyny).